# Atrichotoxon usambarense
Atrichotoxon usambarense е вид охлюв от семейство Helicarionidae.

## Разпространение
Този вид е разпространен в Танзания.